# Caïro (gouvernement)
Caïro of Kairo/Al-Qahirah(Arabisch: القاهرة, Al Qahira) is een van de gouvernementen van Egypte. De hoofdstad ervan is de nationale hoofdstad Caïro. Het is met 3.085 vierkante kilometer een van de kleinste gouvernementen van Egypte maar heeft met 10,2 miljoen inwoners wel het hoogste aantal inwoners. De bevolkingsdichtheid is navenant hoog met 3.322 inwoners per vierkante kilometer.
Ad Daqahliyah · Al Buhayrah · Alexandrië · Al Gharbiyah · Al Minufiyah · Al Qalyubiyah · Ash Sharqiyah · Assioet · Aswan · Beni Suef · Caïro · Damietta · Fajoem · Gizeh · Ismaïlia · Kafr el Sheikh· Luxor · Matruh  · Minya · Nieuwe Vallei · Noord-Sinaï · Port Said · Qina · Rode Zee · Suez · Suhaj  · Zuid-Sinaï